# Сент-Жем (Приморская Шаранта)
Сент-Жем (фр. Sainte-Gemme) — коммуна во Франции, находится в регионе Пуату — Шаранта. Департамент коммуны — Приморская Шаранта. Входит в состав кантона Сен-Поршер. Округ коммуны — Сент.
Код INSEE коммуны — 17330.

## Население
Население коммуны на 2010 год составляло 1246 человек.
| 1962 | 1968 | 1975 | 1982 | 1990 | 1999 | 2010 |
| ---- | ---- | ---- | ---- | ---- | ---- | ---- |
| 917  | 811  | 755  | 779  | 869  | 899  | 1246 |